# 김홍기와 친구들
김홍기와 친구들은 대한민국의 음악 그룹이다. 2021년 정규 앨범 《Stellive Vol.13 | That Real Funky Story》로 데뷔했다.

## 음반
- Stellive Vol.13 | That Real Funky Story (2021)